# Comando da Zona Aérea dos Açores
O Comando da Zona Aérea dos Açores (CZAA) é o comando da Zona Aérea dos Açores, uma de duas zonas aéreas da Força Aérea Portuguesa. Está situado na Base Aérea das Lajes, na Ilha Terceira, Açores. A sua missão consiste em assegurar a prontidão dos sistemas de armas (quando atribuídos) e a atividade aérea, na sua área de responsabilidade. É também um elo entre a Força Aérea Portuguesa, a Região Autónoma dos Açores e a Força Aérea dos Estados Unidos, trabalhando na cooperação entre as três entidades.

## História
A Zona Aérea dos Açores foi criada em 1956, na dependência da 1.ª Região Aérea, com sede em Lisboa, ficando a Base Aérea n.º 4 sobre a sua dependência direta, em tempos de paz. Em 1978, por força da organização territorial, foi extinta na prática devido ao final da Guerra do Ultramar, pela necessidade de ajustar a organização da Força Aérea nos Açores e da necessidade de reorganização para um melhor aproveitamento dos recursos disponíveis, sendo então criado o Comando Aéreo dos Açores, cujo comandante acumulava as funções de Comandante da Base Aérea N.º 4.
Em 1993 o dispositivo da Força Aérea nos Açores sofre grandes alterações, sendo extinto o Comando Aéreo dos Açores, ficando nos Açores apenas a Base Aérea N.º 4. Passados dois anos, no dia 24 de junho de 1995, é alterada a estrutura orgânica da Força Aérea, sendo criado o Comando de Zona Aérea dos Açores, que transitoriamente adota e funciona com a estrutura orgânica do extinto Comando Aéreo dos Açores.